# Kazerne Muiden
De Kazerne in Muiden werd gebouwd na het aannemen van de Vestingwet in 1874. De hele Vesting Muiden werd aangepast naar moderne militaire inzichten ten aanzien van de vestingbouw. Onderdeel van dit plan was de bouw van een bomvrije kazerne, ook wel bekend als Fort D.

## Beschrijving
De kazerne ligt achter het Muizenfort en werd in 1876 gebouwd. Voor het gebouw lag toen een exercitieterrein. In de kazerne waren de kamers voor de officieren, de keuken, een verbandplaats, een kantine en een opslagplaats voor levensmiddelen.
De bomvrije kazerne is ongeveer 70 meter breed en 10 meter diep. Alleen de voorzijde van het gebouw is zichtbaar daar de rest met aarde is bedekt. Vooral de oostkant heeft een zware gronddekking want daar zou het meeste vijandige vuur vandaan komen. De kazerne bestaat uit elf overwelfde ruimten die aan de voorkant goed zijn te onderscheiden. Veel van de ruimten tellen twee verdiepingen. De openingen van de lokalen aan de straatzijde kunnen worden afgesloten met zware houten luiken.

## Gebruik
De Vesting Muiden maakte lange tijd deel uit van de Nieuwe Hollandse Waterlinie, maar werd in 1892 om organisatorische redenen opgenomen in de Stelling van Amsterdam. De vesting zelf werd hiervoor niet gewijzigd.
Het gebouw is lange tijd gebruikt door het Nederlandse leger. Hier lagen de manschappen van het Korps Pantserfortartillerie. Deze laatste was verantwoordelijk voor het onderhoud en verdediging van het Fort Pampus voor de kust van Muiden en ook onderdeel van de Stelling van Amsterdam. Tijdens de Eerste Wereldoorlog kwamen hier infanteristen en soldaten van de afdeling veldartillerie. Na de Tweede Wereldoorlog werd het gebouw in gebruik genomen door de Genie.
De Vesting Muiden werd opgeheven bij Koninklijk Besluit van 25 oktober 1951 waardoor veel belemmeringen werden opgeheven en Muiden kon gaan uitbreiden. Na het vertrek van de Genie in de zeventiger jaren werd het gebouw gerestaureerd en ingericht als gemeenschapruimte. In de Kazerne zijn de bibliotheek en een crèche gevestigd. Ook de gemeenteraad van de in 2016 opgeheven gemeente Muiden hield hier haar vergaderingen. Het gebouw is een rijksmonument.